# Marian Rojek (działacz polityczny)
Marian Emil Rojek, także Royek (ur. 5 grudnia 1905 w Bochni, zm. 23 sierpnia 1968 w Koszalinie) – polski działacz polityczny, członek Narodowej Demokracji, publicysta.

## Życiorys
Był synem Wojciecha (rolnika) i Marceli z domu Liszek. Uczęszczał do I Państwowego Gimnazjum im. Wincentego Pola w Tarnopolu, maturę zdał z opóźnieniem (związanym z I wojną światową) w 1927. W 1932 ukończył prawo na Wydziale Prawa Uniwersytetu Jana Kazimierza we Lwowie; przez ostatni rok studiów pracował jednocześnie jako asystent w Katedrze Prawa Konstytucyjnego. Działał w organizacjach studenckich i młodzieżowych, był m.in. prezesem Bratniej Pomocy oraz liderem uczelnianej Związku Akademickiego Młodzież Wszechpolska. Od 1934 był związany z kilkoma lwowskimi redakcjami - "Kurierem Lwowskim", "Lwowskim Dziennikiem Narodowym", "Słowem Narodowym"; nadsyłał korespondencje do "Warszawskiego Dziennika Narodowego" i "Kuriera Poznańskiego". Wchodził w skład władz lokalnych Stronnictwa Narodowego, a w latach 1938–1939 był członkiem Komitetu Głównego partii.
W stopniu podporucznika brał udział w kampanii wrześniowej, następnie udał się na Węgry. Przebywał kolejno we Włoszech, Francji i Szkocji, obok służby wojskowej zajmując się działalnością publicystyczną. Ogłosił m.in. głośny artykuł Zmotoryzowana Emigracja (na łamach pisma "Jestem Polakiem" w 1940), w którym poddał ostrej krytyce władze przedwojenne. Zainicjował wydawanie organu emigracyjnego Stronnictwa Narodowego "Myśli Polskiej". Otrzymał urlop z wojska i został redaktorem naczelnym pisma, które ukazywało się w latach 1941–1945. Publikował na łamach "Myśli Polskiej" także po jej wznowieniu w 1946, współpracował ponadto z "Dziennikiem Polskim i Dziennikiem Żołnierza". Był członkiem władz emigracyjnego Stronnictwa Narodowego (członek i sekretarz Komitetu Politycznego), ogłosił broszurę Freedom of the Press in Poland (1946) oraz skrypt Podstawy ideowe oraz niektóre zasady ustrojowe Stronnictwa Narodowego (1950).
W 1951 przeniósł się do USA. Był kierownikiem sekcji polskiej wydziału studiów i publikacji w Komitecie Wolnej Europy oraz redaktorem dwutygodnika "Wiadomości z Polski i o Polsce". W latach 1956–1958 wykładał historię kultury amerykańskiej na Uniwersytecie w Nepalu; posadę zawdzięczał pomocy Fundacji im. Paderewskiego. Współpracował także z UNESCO. Od 1958 był członkiem Polskiego Instytutu Naukowego w Nowym Jorku. Obok działalności publicystycznej zajmował się przekładami na polski literatury amerykańskiej. W 1965 przebywał w Polsce jako wysłannik Polonii amerykańskiej, zajmując się pomocą charytatywną dla dzieci. Zmarł nagle w czasie wakacji w Polsce, został pochowany w Zabrzu. Był żonaty z wdową po oficerze WP, małżeństwo zakończyło się rozwodem.